# Пономарів Олександр Данилович
Олекса́ндр Дани́лович Пономарі́в (17 жовтня 1935 , Таганрог, Азово-Чорноморський край  — 14 жовтня 2020 , Київ ) — український мовознавець, перекладач, публіцист, громадський діяч. Доктор філологічних наук (1991), професор катедри мови та стилістики Інституту журналістики Київського національного університету імені Тараса Шевченка, академік АН ВШ України (1998), заступник голови Всеукраїнського товариства «Просвіта» ім. Т. Шевченка; відповідальний редактор газети «Київський університет»; головний редактор «Записок Наукового історико-філологічного товариства Андрія Білецького».
Заслужений професор Київського університету (з 2011).
Автор понад 250 наукових, науково-популярних та науково-публіцистичних праць з історії, стилістики й культури української мови, її відродження та утвердження як державної, укладач і редактор навчальних посібників і словників різних типів.

## Життєпис

### Походження та родина
Народився 17 жовтня 1935 року в Таганрозі, на українській етнічній території. Батько — Данило Семенович (1906—1944); під час Другої світової війни, у званні солдата 503-го артилерійського полку, у 1942 році потрапив до полону під Старим Осколом; помер у концтаборі (шталаг 302 (II H) Гросс Борн-Редериц, нині на території Польщі), в його німецькій анкеті військовополоненого в рядку національність вказана «Russe», а прізвище зазначене як Ponomarew (рос. Пономарев), така ж національність зазначена і в анкеті його брата Івана Семеновича (1899—1943), а прізвище — як Ponomarjow. Прізвище Олександра при народженні — Пономарьов, яке він вважав зросійщеним й тому свідомо змінив на українське Пономарів. Прізвище бабусі по батькові — Кузьменко. Мати Олександра Даниловича — Олена Яківна (1906—1980). Згідно з адресами з карток військовополонених, у 1940-х обидві родини Данила й Івана Семеновичів мешкали в селі Носові Ростовської області, приблизно за 20 км від Таганрога.
Про Таганрог, місто свого дитинства, Олександр Пономарів згадував так:
|  | Моє рідне місто і всі навколишні села — це етнічна українська територія, яка була заселена вихідцями з південної Чернігівщини та Полтавщини, там навіть говірка була полтавська. Моя бабуся народилася на Чернігівщині, а потім дівчиною приїхала в село Носівка під Таганрогом. У цьому місті навіть у 1918 році пройшов перший з'їзд компартії України. І Таганріг (це місто я називаю саме так, а не на російський кшталт), і Шахти (місто в теперішній Ростовській області) були у складі України. А 1924 року їх передали Росії. До 1933–го там діяли українські школи. В українській школі навчалися мої старші двоюрідні брати. А коли я народився, вже української школи не було. Тож навчався в російській. Але вдома завжди розмовляли українською, на перервах — теж. Тільки на уроках відповідали російською. І всі звичаї, всі пісні в нас були українські. |

### Освіта й наукова діяльність
Закінчив філологічний факультет Київського університету (навчався в 1956—1961 роках, серед учителів — Андрій Білецький). Навчаючись на російському відділенні, самотужки опанував літературну українську мову.
Від серпня 1961 до травня 1976 року працював у відділі загального та слов'янського мовознавства Інститут мовознавства ім. О. О. Потебні АН України.
1975 року захистив кандидатську дисертацію «Лексика грецького походження в українській мові».
У червні 1976 — лютому 1979 року— старший редактор у київському видавництві «Техніка». Від лютого 1979 року — викладач, старший викладач, доцент, професор, кафедри мови та стилістики Київського національного університету імені Тараса Шевченка (у 1988—2001 роках — завідувач кафедри мови та стилістики). Докторська дисертація «Проблеми нормативности української мови в засобах масової інформації» (1991).
У вересні 1995 — липні 1996 року, і в лютому — серпні 1998 року — професор української мови Інституту східноєвропейських студій Карлового університету в Празі.
Автор понад 250 наукових, науково-популярних та науково-публіцистичних праць з історії й культури української мови, проблем нормативності мови засобів масової комунікації, українсько-грецьких мовно-літературних зв'язків, теорії й практики перекладу. Багато зусиль спрямовував на поширення й утвердження нового правопису української мови (праця в комісії з питань правопису, виступи в ЗМІ з роз'ясненням його засад, дискусії на телебаченні з опонентами нового правопису тощо). Автор і редактор словників різних типів, підручників і навчальних посібників з української мови. Підготував 10 кандидатів філологічних наук.
Перекладав з новогрецької та слов'янських мов. Був членом редколегій журналу «Дивослово» і газети «Слово Просвіти».
Був членом Спілки письменників України (1993), Спілки журналістів України (1985).
Був прихильником пристосування імен та прізвищ іноземців до фонетики української мови. Зокрема, оскільки росіяни, на його думку, ніколи не назвуть Довженка, як українці, тому й українці мають Пушкіна називати не Алєксандром, а Олександром.
Наприкінці червня 2020 року представники університету повідомили, що професор упав і перебуває в лікарні у важкому стані через пошкоджений хребет. Помер о 7 ранку 14 жовтня 2020 року. Похований на Південному кладовищі (ділянка 36, ряд 15, місце 9). Пам'ятник на могилі відкрито 20 жовтня 2021 року під час проведеної символічної ходи пам'яті, в якій взяли участь дружина Раїса Пономарів, колеги, друзі та учні професора.

## Праці

### Монографії
- «Взаємодія художнього та публіцистичного стилів української мови» (1990, співавтор).
- «Лексика грецького походження в українській мові» (2005).

### Підручники, посібники
- «Сучасна українська мова» (1997, 4-те вид. — 2008, співавтор і редактор).
- «Стилістика сучасної української мови» (1992, 3-тє вид. — 2000).
- «Культура слова: Мовностилістичні поради» (1999, 2-ге вид. — 2001, 3-тє вид. — 2008, 4-тє вид. — 2011).
- «Українське слово для всіх і для кожного» (2013, 2-ге вид. — 2017).

### Словники
- «Етимологічний словник української мови» (в 7 т., 1982—2012, співукладач).
- «Словник античної міфології» (1985, 1989, співавтор).
- «Фонеми г та ґ. Словник і коментар» [Архівовано 22 липня 2008 у Wayback Machine.] (1997).
- «Новогрецько-український словник» (2005, співавтор).
- «Українсько-новогрецький словник» (2008, співавтор).
- «Словник античної мітології» (співавтор, 2006).

### Статті
- Про лексичні й фразеологічні паралелізми в новогрецькій та українській мовах // Дослідження з лексикології та лексикографії. — К., 1965. — С. 236—245.
- Специфічна українська лексика грецького походження // Мовознавство. — 1973. — № 5.
- Коментарі. Словник імен та назв до перекладу «Іліади» Гомера // Гомерова «Іліада» (К., 1974).
- Норми літературної мови в засобах масової інформації // Особливості мови і стилю ЗМІ. — К.: Вид-во при КДУ «Вища школа», 1983. — С. 50–52.
- Слово переконує // Культура слова. — 1988. — Вип. 35. — С. 21—25.
- Рідна мова і національне відродження Донеччини // Київська старовина. — 1994. — № 3. — С. 92—94.
- Державність і мова // Віче. — 1994. — № 10. — С. 76—80.
- Шевченкове слово // Київська старовина. — 1994. — № 5. — С. 100—102.
- Незалежна держава й державна мова // Пам'ять століть. — 1997. — № 2.
- Невмотивовані розбіжності українського правопису // Сучасність. — 1998. — № 4. — С. 126—128.
- Плекати мову — це ще й дотримуватися її норм // Урок української. — 2000. — № 3. — С. 14—16.
- Мова передусім: Позамовні чинники протидії утвердженню української мови як державної // Дніпро. — 2002. — № 5–6. — С. 82—84.
- Повернення до національних засад в українській термінології // Вісник Національного університету «Львівська політехніка». — № 453. — 2002. — С. 14—16.
- Словникарська нива Бориса Грінченка // Бахмутський шлях. — 2003. — № 3—4.
- Націєтворча роль українського слова // Публіцистика незалежної України: Хрестоматія. — К., 2009.
- Звертання в поетичній творчості Івана Франка // Іван Франко: дух, наука, думка, воля: Матеріали Міжнар. наук. конґресу, присвяченого 150-річчю від дня народження І. Франка (Львів, 2006 р.). — Львів, 2010. — Т. 2. — С. 220—228.

### Переклади
- Ніколаїдис Н. Скелет // Всесвіт. — 1968. — № 12. — С. 113—123[15].
- Валетас К. Заробітчани // Сучасна грецька повість. — К.: Дніпро, 1981. — С. 264—370.
- Грецькі прислів'я та приказки. — К.: Дніпро, 1985. — 173 с[16].
- Мірівіліс С. Життя в могилі. — К.: Дніпро, 1991. — 302 с[17].
- Асимакопулос К. Дерево, що танцює. — К.: К. І. С., 2004. — 218 с.
- Антологія новогрецької літератури в українських перекладах. — 2-е вид. — К.: Вид-во «Укр. енциклопедія» ім. М. П. Бажана, 2008 (голова ред. ради, упорядник і перекладач).

Переклав також оповідання Е. Алексіу, А. Самаракіса, поеми й вірші Д. Соломоса (поміж яких «Гімн Волі», перші строфи якого стали національним гімном Греції), К. Кавафіса, Й. Сефериса, О. Елітиса, Т. Лівадитиса, Я. Ріцоса, К. Паламаса, К. Варналіса тощо.
Перекладав із польської мови (зокрема, вірш Ю. Вибицького «Мазурка Домбровського», початкові строфи якого стали національним гімном Польщі), білоруської, чеської, російської (зокрема Ф. Тютчева, М. Лермонтова, М. Матусовського та ін.).

## Родина
Дружина Олександра Пономаріва — Раїса Яківна Кучер, син — Пономарів Микола Олександрович (1975 р. н.), випускник Інституту журналістики, донька — Пономарева Олена Олександрівна (1968 р. н.), кандидат філологічних наук, працює в університеті «Sapienza» (Рим, Італія).

## Цитати
|  | Ось мені ані Путін, ані Медведєв не подобаються через їхнє ставлення до України. Але вони обидва розмовляють добірною російською мовою. Вони із Петербурга, а там зразкова мова. І коли Путін або Медведєв каже «украИнские», а наші політики — «укрАинские» — це ж ганьба. |

|  | …Можливо, я екстреміст, але вважаю, що українські патріоти повинні писати й говорити українською мовою. |

## Цікаві факти
Ще студентами Пономарів і його однокурсниця Ніна Клименко за порадою професора Андрія Білецького зробили підрядковий переклад «Кобзаря» грецькою мовою, що його А. О. Білецький передав групі грецьких поетів, а ті здійснили перший поетичний переклад новогрецькою мовою. «Кобзар» вийшов друком в Атенах у 1964 році до 150-річчя від дня народження Тараса Шевченка. Саме завдяки цьому греки познайомилися з великим українським поетом.
Олександр Пономарів переклав українською мовою відомий романс Веніаміна Баснера на слова Михайла Матусовського з кінофільму «Дні Турбіних».

## Пам'ять
Збірник спогадів про О. Д. Пономарева «"Я — у ваших думках і серцях..." Згадуючи професора Олександра Пономарева» побачив світ 2024 року у видавництві Київського національного університету імені Тараса Шевченка (у книзі як рік публікації зазначено 2023). Книга містить 34 спогади родичів, друзів, колег та учнів Олександра Даниловича; вибрані поетичні переклади, які він здійснив з італійської, білоруської, російської мов; короткий бібліографічний покажчик праць професора Пономарева; 37 фотоілюстрацій, частину з яких опубліковано вперше. 24 жовтня 2024 року в Навчально-науковому інституті журналістики КНУ імені Тараса Шевченка відбулася презентація цього видання за участю авторів збірника, учнів та сподвижників Олександра Пономарева.
У червні 2022 року Комісія з найменувань при КМДА пропонувала перейменувати на честь професора Пономарева Таганрозьку вулицю в Києві, але за підсумками опитування в застосунку «Київ Цифровий» перевагу було віддано назві вулиця Князя Любарта.

## Відзнаки й нагороди
- Заслужений журналіст України (05.1997).
- Заслужений професор Київського університету (20.06.2011).
- Медаль «У пам'ять 1500-річчя Києва» (1982).
- Почесна грамота Президії ВР УРСР (1987).
- Премія імені Івана Франка у галузі інформаційної діяльности (2002).
- Медаль «Будівничий України» Всеукраїнського товариства «Просвіта» ім. Т. Шевченка (2002).
- Премія імені Бориса Грінченка (2004).
- Орден «За заслуги» III ст. (2008).
- Орден Святого Рівноапостольного князя Володимира Великого III ст. УПЦ КП (2005).